# فلاديمير فاريل
فلاديمير سانتوس فاريل (بالإنجليزية: Vladimir Santos Farrell)‏ (مواليد 31 مايو 1981 في مونتسرات) لاعب كرة قدم مونتسراتي دولي يجيد اللعب في خط الهجوم . يلعب حاليا لصالح نادي هوكنيل تاون الإنجليزي منذ 2009 .

## روابط خارجية
- فلاديمير فاريل على موقع الاتحاد الدولي (مؤرشف)  (الإنجليزية)
- فلاديمير فاريل على موقع قاعدة بيانات كرة القدم.إي يو (الإنجليزية)
- فلاديمير فاريل على موقع ناشيونال فوتبول تيمز (الإنجليزية)